# معدن قلع دارتمور

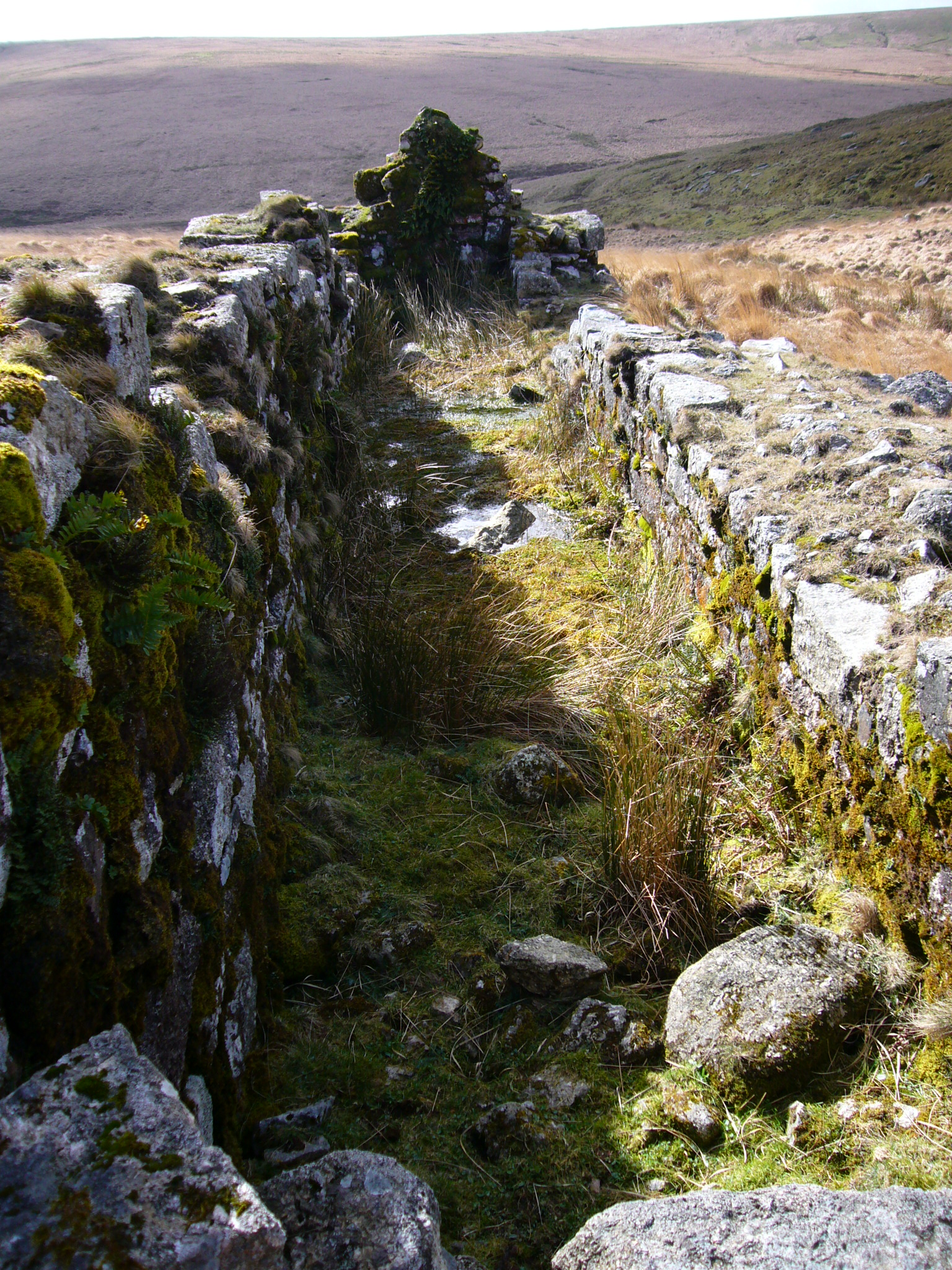
محفظه چرخ در معدن هانتینگدون

گمان می‌رود صنعت استخراج قلع در دارتمور، دوون، انگلستان، در دوران پیش امپراتوری روم آغاز شده باشد، و تا قرن بیستم ادامه داشته است، زمانی که آخرین معدن تجاری فعال (معدن خنجر طلایی) در نوامبر ۱۹۳۰ بسته شد (اگرچه در طول جنگ جهانی دوم نیز فعالیت داشت) و «معادن کامپوزیت» مانند معادنی که قلع را به عنوان محصول جانبی تولید می‌کنند، مانند معدن همِردن در پلیمپتون، امروزه نیز به فعالیت خود ادامه می‌دهند. از قرن دوازدهم به بعد، استخراج قلع توسط یک پارلمان رسمی که قوانین خاص خود را داشت، تنظیم می‌شد.
قلع از کاسیتریت، یک کانی که در رگه‌های هیدروترمال گرانیت یافت می‌شود، ذوب می‌شود و ارتفاعات دارتمور منطقه‌ای بسیار حاصلخیز بود. تکنیک‌های مورد استفاده برای استخراج قلع از دارتمور، از استخراج روباز به استخراج زیرزمینی، پیشرفتی را دنبال کردند. امروزه، بقایای باستان‌شناسی گسترده‌ای از این سه مرحله از صنعت، و همچنین چندین مرحله فرآوری که برای تبدیل سنگ معدن به فلز قلع لازم بود، وجود دارد.

## قانون استنری

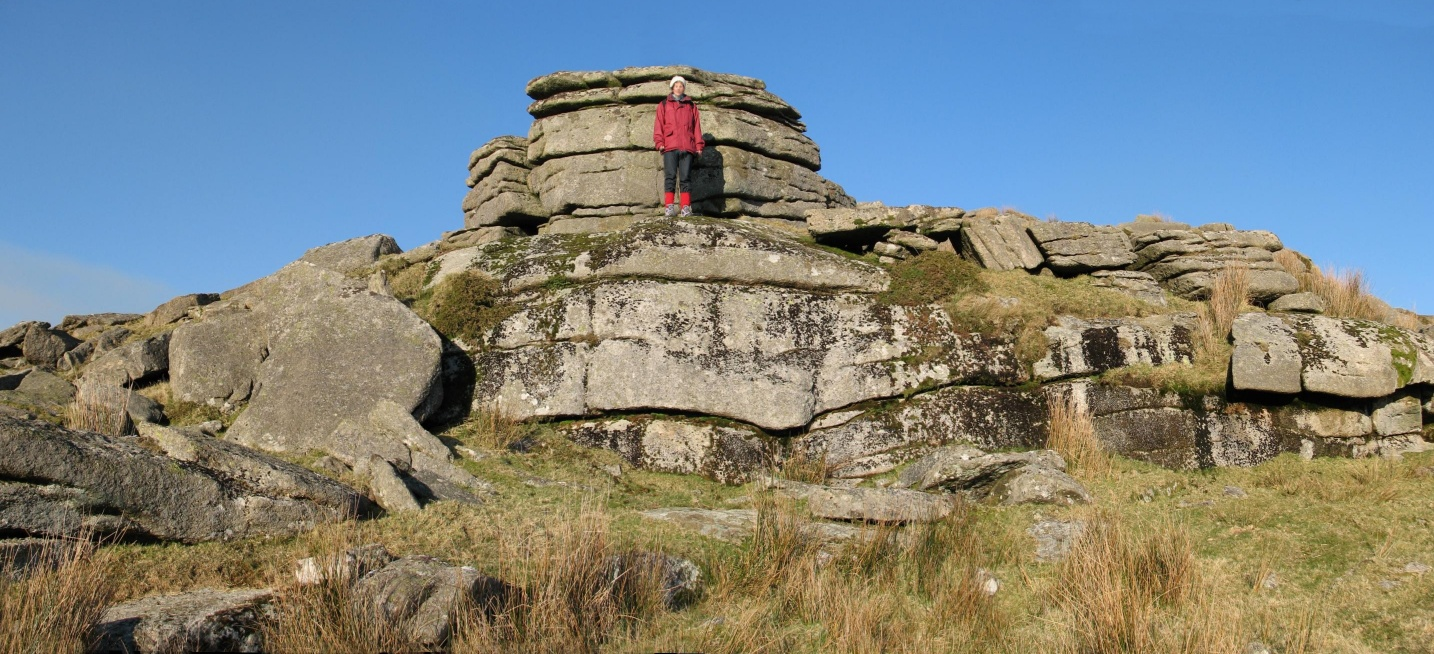
کراکرن تور - صخره پارلمان از منظر «کف» دادگاه بزرگ.

معدن به چنان بخش مهمی از زندگی در منطقه تبدیل شد که در اوایل قرن دوازدهم، معدنچیان قلع مجموعه قوانین خود (قانون استناری) و در نهایت، پارلمان‌های خود (پارلمان‌های استناری) را تدوین کردند. این قوانین برای هر کسی که در این صنعت فعالیت داشت، اعمال می‌شد.
شاه ادوارد اول در سال ۱۳۰۵ میلادی، انبارهایی در تاویستوک، اشبرتون و چاگفورد تأسیس کرد. پلیمپتون کمی بعد به دنبال او رفت. پارلمان ایالتی دوون از سال ۱۴۹۴ در یک میدان روباز در کراکرن تور تشکیل جلسه می‌داد.
هر کسی که یک قانون ثابت را زیر پا می‌گذاشت، ممکن بود خود را در زندان لیدفورد زندانی بیابد. دادگاه‌های استناری در سال ۱۸۳۶ لغو شدند.

## زمین‌شناسی
اکثر معادن قلع در دارتمور در سنگ‌های گرانیتی قرار دارند و بیشتر رگه‌ها در امتداد هستند و طول محدودی دارند، هرچند استثنائاتی نیز وجود دارد. در کارهای زیرزمینی، سنگ معدن قلع، کاسیتریت، معمولاً همراه با مقادیر زیادی تورمالین و در مرکز دارتمور با مقدار زیادی هماتیت آینه‌ای یافت می‌شد. در قسمت جنوبی خلنگزار، کاسیتریت معمولاً به صورت دانه‌های نسبتاً بزرگ یافت می‌شد، اما رگه‌های آن کیفیت بسیار متغیری داشتند. این عوامل، همراه با این واقعیت که هیچ‌یک از کارهای زیرزمینی در عمق سودآور نبود، از ویژگی‌های معمول عمیق‌ترین منطقه کانی‌سازی قلع هستند. رسوبات آبرفتی بسیار گسترده سنگ معدن قلع که اولین رسوبات استخراج شده بودند، همچنین به مقدار زیادی سنگ معدن اشاره دارند که زمانی در رگه‌هایی وجود داشته که از بالای گرانیت از زمان جایگزینی آن در دوره کربنیفر فرسایش یافته‌اند.

## روش‌های استخراج

### پخش جریانی

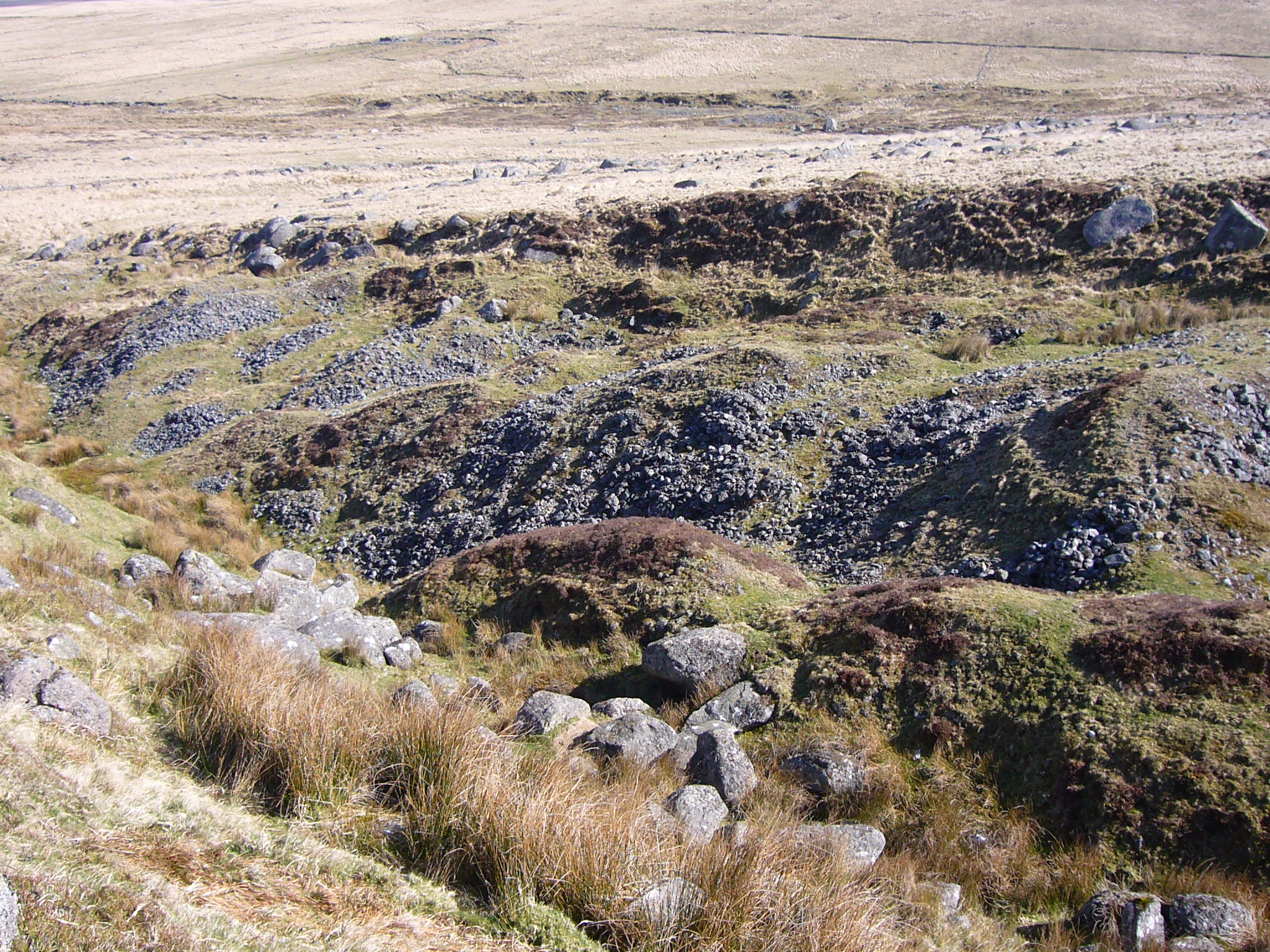
نمونه‌ای از الگوی مشخص پشته‌ها و صخره‌های موازی که از جریان قلع به جا مانده‌اند، در شرق فاکس تور.

قدیمی‌ترین روش بازیابی، که به عنوان جریان‌سازی یا کار جریانی شناخته می‌شود، شامل جمع‌آوری رسوبات آبرفتی از بستر رودخانه‌ها و نهرها بود که پس از فرسایش از رگه‌های حاوی کانه، در آنجا انباشته شده بودند. فرآیندهای زمین‌شناسی که منجر به رسوب کاسیتریت در بستر رودخانه‌ها شدند، اغلب منجر به شن‌های قلع بسیار خالصی شدند که با شن‌های سایر کانی‌های ناخواسته مانند کوارتز، میکا و فلدسپات، که در مجموع به عنوان گانگ شناخته می‌شوند، مخلوط شده بودند. جداسازی این کانی‌ها بر اساس وزن مخصوص بسیار متفاوتشان - کاسیتریت حدود ۷ و گانگ ۳ یا کمتر - نسبتاً آسان بود. جداسازی با عبور جریانی از آب از روی شن‌ها انجام می‌شد: باطله سریع‌تر از شن قلع مورد نظر شسته می‌شد.
به محض اینکه دره‌ای حاوی قلع شناسایی می‌شد، جویبارچی‌ها جریانی از آب را ترتیب می‌دادند که احتمالاً توسط یک لوله از ارتفاعات بالاتر دره حمل می‌شد و از پایین‌ترین انتهای نهشته شروع به حفر یک گودال (معروف به "tye") تا حد امکان عمیق می‌کردند تا باطله ریزتر شسته شود. از آنجا شروع به بالا رفتن دره می‌کردند و با استفاده از جریان آب، آوارهایی را که با کلنگ از بستر کنده بودند، می‌شستند. این روش کار، شواهد مشخصی را در دره‌ها به جا می‌گذارد - مجموعه‌ای از پشته‌های مواد باطله بزرگتر، گاهی تقریباً عمود بر، گاهی هم محور با خط دره، گاهی ظاهراً نامنظم، که همگی توسط یک پرتگاه محدود شده‌اند که لبه زمین کار شده را مشخص می‌کند و ارتفاع آن مربوط به عمق رسوبات است.
رسوبات الوویال - آنهایی که به روش معمول از رگه سنگ فرسایش یافته بودند، اما توسط آب جاری منتقل نشده بودند - نیز مورد بررسی قرار گرفتند؛ این رسوبات به دلیل عدم مرتب‌سازی که یک رودخانه فراهم می‌کند، معمولاً رسوبات فقیرتری بودند و معمولاً چنین منبع آماده‌ای از آب برای بررسی آنها در دسترس نبود. آنها در دامنه‌های تپه با شیب ملایم یافت می‌شوند. در صورت امکان، آب مورد نیاز برای کار روی این نهشته‌ها توسط یک منبع آب از نزدیکترین رودخانه موجود حمل می‌شد، یا اگر محل مورد نظر بالاتر از چنین منابع آبی بود، مخازنی برای جمع‌آوری آب باران و رواناب از دامنه تپه‌ها ساخته می‌شد.
یک مطالعه نشان داده است که یک مرحله رسوب‌گذاری در دره اِرمه بین قرن چهارم و هفتم رخ داده است که شواهدی از فعالیت استخراج قلع در اواخر دوران روم یا اوایل دوران پس از روم در این دره ارائه می‌دهد. همین مطالعه آنچه را که شواهد مستند نیز به آن اشاره دارند، تأیید کرد: اینکه در قرن سیزدهم، تولید قلع رونق زیادی داشته است. قدیمی‌ترین سند مکتوب مربوط به قلع‌پاشی به قرن دوازدهم میلادی برمی‌گردد.

### بازیگران باز

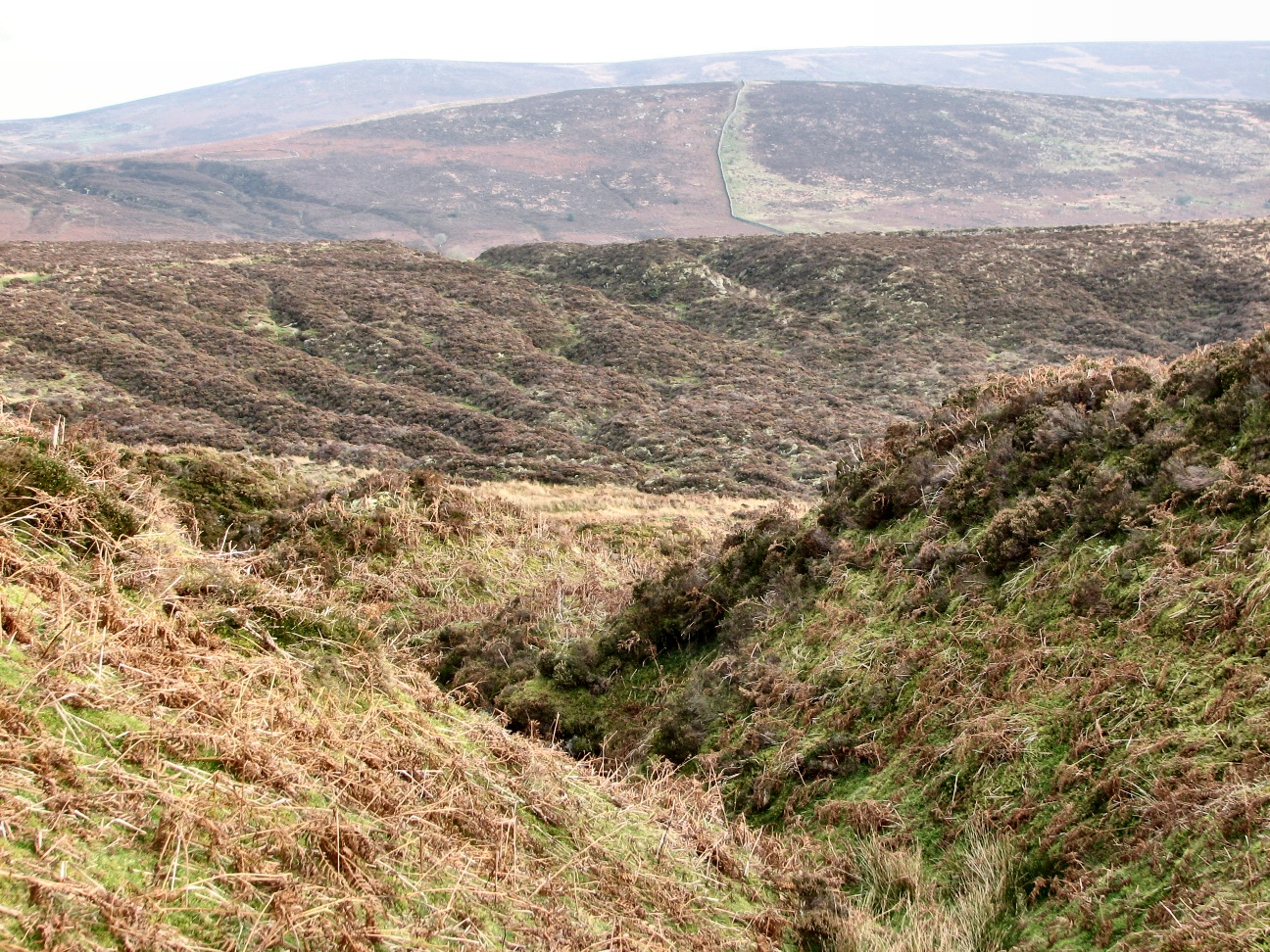
محوطه‌های باز نزدیک مهمانخانه وارن هاوس. از یک دره به گروهی از آنها در میانه راه و بیشتر در سمت چپ خط الراس آن سوی آن نگاه می‌کنم.

تا قرن پانزدهم، منابع قلع جریانی کمیاب شدند و از آنجایی که تقاضا برای قلع به همان اندازه زیاد بود، استخراج مستقیم قلع با وجود تلاش بیشتر مورد نیاز در استخراج و پالایش، عملی تلقی می‌شد. «کارگاه‌های تیرآهن» نامی بود که حلبی‌سازان به محل‌هایی از کار که در آنها رگه‌های طلا با کندن از سطح زمین دنبال می‌شدند، داده بودند و آبراه‌های عظیمی که حاصل می‌شدند، امروزه از ویژگی‌های برجستهٔ خلنگزار به‌شمار می‌روند. تعدادی از این آبکندها نام‌هایی را حفظ کرده‌اند که شامل کلمه بم می‌شود: برای مثال، آنها همچنین به عنوان «کارهای روباز» یا «گرت» شناخته می‌شوند.
روش دیگر استخراج سطحی شامل حفر گودال‌هایی در فواصلی در امتداد رگه‌های طلا بود - این روش به عنوان «کار پشت‌صحنه» شناخته می‌شد. گاهی اوقات این گودال‌ها به صورت جفت در امتداد پشت رگه طلا حفر می‌شدند و رگه طلا بین آنها به صورت زیرزمینی امتداد می‌یافت. این ممکن است پیش‌درآمد تیرسازی در تعدادی از مکان‌ها بوده باشد، اما گودال‌های پشت ستون به اندازه کافی باقی مانده‌اند که نشان دهند این یک تکنیک جداگانه بوده است. مسئله‌ای که مدیران معدن باید در مورد آن تصمیم می‌گرفتند این بود که آیا ارزش دارد که روباره اضافی را حذف کنند تا بتوانند یک گودال ایجاد کنند تا بتوانند به عمق بیشتری از رگه معدنی نفوذ کنند.
به شیوه‌ای مشابه با جریان‌سازی، از آب برای حذف روباره و باطله استفاده زیادی می‌شد. هنگام حفر جوی‌های بزرگ، بار اضافی که حداقل بخشی از آن از گرانیت تجزیه‌شده تشکیل شده بود، با کلنگ سست می‌شد و سپس به جای استفادهٔ دستی از آب برای شستن مواد ناخواسته استفاده می‌شد. وسایل جمع‌آوری، هدایت و ذخیره آب همیشه با روبازها مرتبط بوده‌اند. در برخی موارد، زمانی که تنها منابع آب ضعیفی در دسترس بود، سیستم‌های پیچیده‌ای از مخازن ساخته می‌شدند.

### زیرزمینی
صنعت قلع دارتمور در اوایل قرن هجدهم از اهمیت افتاد و تا سال ۱۷۳۰ به کلی از بین رفت. این امر به دلایل مختلفی بود، اما احتمالاً مهم‌ترین عامل، اتمام ذخایر به راحتی در دسترس بود. تا زمانی که انقلاب صنعتی تقاضا برای همه فلزات را افزایش نداد و همچنین فناوری استخراج آنها را فراهم نکرد، استخراج معادن در هر مقیاسی در خلنگزار از سر گرفته نشد.
اگرچه فناوری استخراج زیرزمینی قرن‌ها در دسترس بوده است، اما احتمالاً مشکلات مشترک سختی سنگ گرانیت و فراوانی آب زیرزمینی به همراه برداشت نسبتاً آسان از نزدیکی سطح، استخراج عمیق را تا اواخر قرن هجدهم غیرممکن کرده است.
بسیاری از شرکت‌های معدنی کوچک در اواخر قرن ۱۸ و ۱۹ در دارتمور شروع به کار کردند - ۴۸ معدن در این دوره مقداری قلع تولید کرده‌اند. بسیاری از این سرمایه‌گذاری‌ها، با وجود اینکه نام‌های خوش‌بینانه‌ای مانند به آنها داده شده بود، ناموفق بودند (پیشوند رایج یک کلمه سلتی به معنای «مال من» یا «کارها» است). با این حال، برخی از معادن بزرگتر، سال‌های زیادی پربار بودند.
تقریباً تمام معادن زیرزمینی، رگه‌هایی را که قبلاً از سطح زمین استخراج شده بودند، دوباره پردازش کردند. به دلیل مقدار زیاد آب‌های زیرزمینی، لازم بود که گودال‌های افقی در دامنه تپه‌ها حفر شود تا معادن از آب خالی شوند. توپوگرافی دارتمور، که با دره‌های عمیق بریده شده بود، به این امر کمک کرد و در بسیاری از موارد، حفاری تا عمق معقول بدون نیاز به پمپاژ آب امکان‌پذیر بود. این گودال‌ها به شفت‌هایی متصل می‌شدند که یا به صورت عمودی به سمت پایین فرورفته بودند یا در امتداد خط شیب تند رگه‌های رسوبی قرار داشتند. سپس کار روی رگه با توقف از سطوح افقی به روش معمول انجام می‌شد.
وقتی لازم شد که از پایین‌ترین نقطه چاه عمیق‌تر برویم، پمپاژ آب ضروری بود. برای این کار از چرخ‌های آبی بزرگ استفاده می‌شد و در جایی که چاه بالاتر از منبع آب مناسب بود، چرخ آبی در پایین دامنه تپه قرار می‌گرفت و نیرو توسط سیستم «میله تخت» به چاه منتقل می‌شد. شواهد این سیستم‌ها به صورت ردیف‌های دوتایی سنگ با شیارهایی در بالای آنها باقی مانده است - این شیارها قرقره‌هایی را نگه می‌داشتند که میله‌های فلزی را هدایت می‌کردند. چنین ردیف‌های سنگی هنوز در آیلسبارو و هگزورثی قابل مشاهده هستند.
کشف ذخایر گسترده قلع در مالایا در اواخر قرن نوزدهم تأثیر عمده‌ای بر صنعت دارتمور گذاشت و بسیاری از معدنچیان مهاجرت کردند. آخرین معدن قلع در دارتمور سرانجام درست قبل از جنگ جهانی دوم بسته شد، اگرچه معدن همِردن یا همِردن بال در دهه ۱۹۸۰ به صورت آزمایشی برای تنگستن و قلع استخراج می‌شد که منجر به بازگشایی این معدن با اولین تولید در سال ۲۰۱۵ شد.

## پردازش
پس از جمع‌آوری، سنگ معدن قلع باید خرد، تغلیظ و سپس ذوب می‌شد. با گذشت زمان، مجموعه‌ای از فرآیندهای پیچیده‌تر برای این عملیات مورد استفاده قرار گرفتند.

### خرد کردن
کارگران اولیهٔ رودخانه‌ها که در مقیاس کوچک کار می‌کردند، در صورت لزوم از یک بلوک سنگ سخت به عنوان هاون و شاید یک تکه چوب فلزی یا یک گلولهٔ سنگی به عنوان دستهٔ هاون برای خرد کردن سنگ معدن استفاده می‌کردند، اما شن‌های غنی قبل از تغلیظ به خردایش کمی نیاز داشتند یا اصلاً نیازی به خردایش نداشتند. تکنیک جدیدتری به نام «تراشیدن با میخ» (crazing) از یک جفت سنگ دایره‌ای مانند سنگ آسیاب استفاده می‌کرد که سنگ بالایی روی سنگ ثابت پایینی می‌چرخید. شن درشت یا سنگ معدن خرد شده به سوراخی در مرکز سنگ بالایی وارد می‌شد و به ماسه ریز تبدیل می‌شد. تنها سه نمونه از چنین آسیاب‌های غلتانی یافت شده است؛ در معدن گوبت هر دو سنگ هنوز قابل مشاهده هستند.
از آنجایی که پردازش منظم قطعات سنگ معدن که برای آسیاب کردن مستقیم در آسیاب غلتکی بسیار بزرگ بودند، ضروری شد، مهر زنی معرفی شد. این شامل چکش‌های عمودی بود که توسط چرخ آبی در یک آسیاب تمبر به حرکت درمی‌آمدند، که حداقل ۶۰ عدد از آنها در دارتمور وجود داشته است. اولین شواهد مستند برای یک کارخانه مهرسازی در دارتمور به سال ۱۵۰۴ میلادی برمی‌گردد، هرچند تقریباً مطمئناً آنها قبل از این تاریخ مورد استفاده بوده‌اند (برای مثال، اولین اشاره به کورنوال مربوط به سال ۱۴۰۰ میلادی است). آسیاب‌های مُهرزنی همچنین به عنوان آسیاب‌های «کوبنده» یا «ضربه‌زن» شناخته می‌شدند؛ خلیج آسیاب کوبنده، یک دره کم‌عمق در دامنه بالایی رودخانه اِرمه، گواهی بر وجود چنین آسیابی در آنجا در زمانی است.

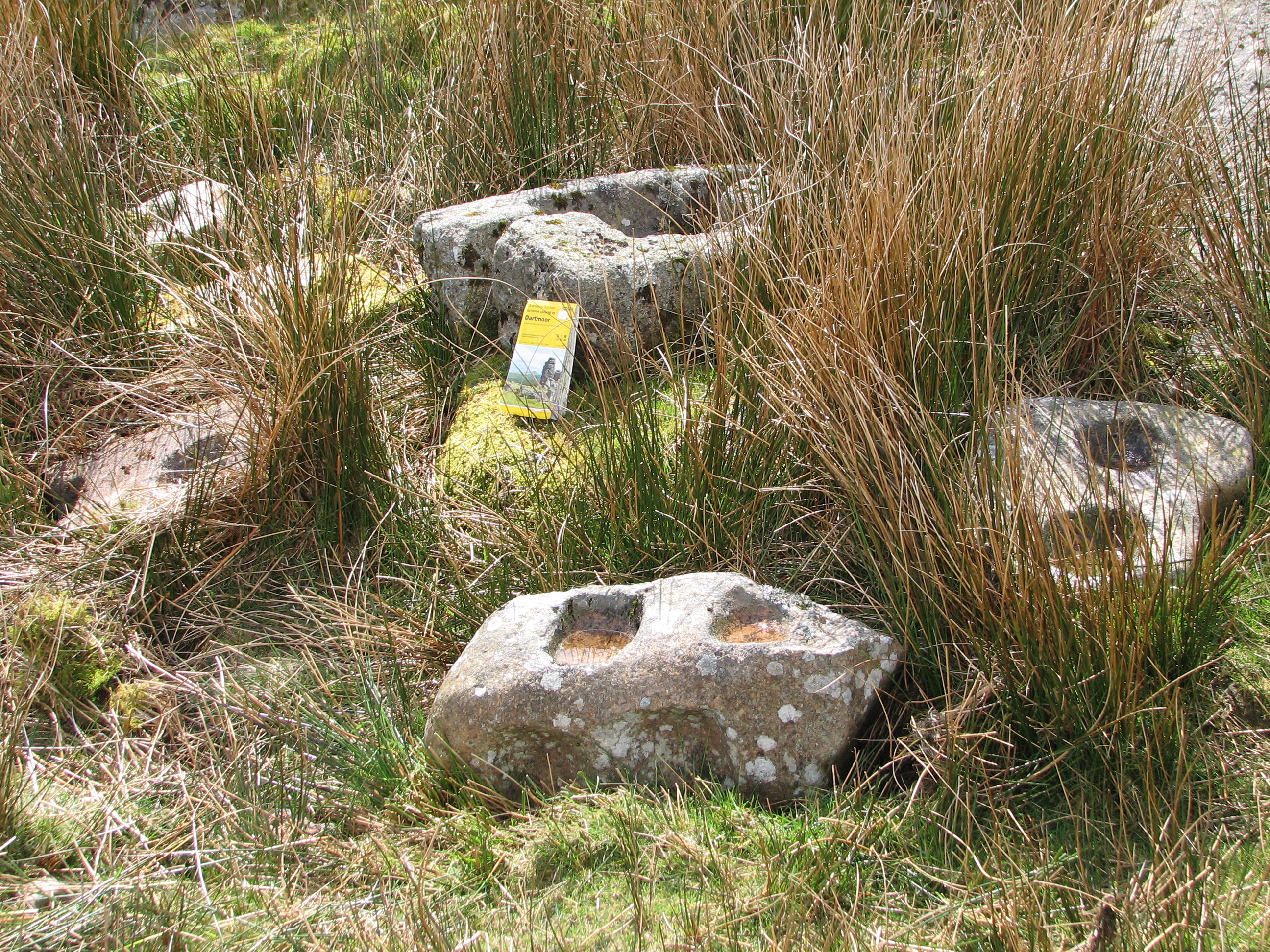
سنگ‌های ملات دور ریخته شده و یک سنگ قالب شکسته در آسیاب قلع دره والکهام.

چکش‌ها یا «مهره‌ها» در یک آسیاب مهرزنی شامل دسته‌های عمودی چوب بودند که در پایین آنها از آهن استفاده می‌شد و توسط بادامک‌های متصل به محور محرک چرخ آبی بلند می‌شدند و بارها و بارها روی سنگ معدن که روی بلوکی از گرانیت به نام سنگ ملات قرار داشت، انداخته می‌شدند. معمولاً دو یا سه عدد از این مهرها پشت سر هم وجود داشتند که توسط یک درایو تغذیه می‌شدند و به ترتیب کار می‌کردند. در ابتدا این فرایند روی سنگ معدن خشک انجام می‌شد که با بیل وارد معدن شده و با دست برداشته می‌شد. با این حال، در یک نوآوری قرن شانزدهمی از اروپا، سرهای تمبر توسط یک جعبه چوبی با یک شبکه ریز سوراخ‌دار در یک انتها احاطه شده بودند و سنگ معدن توسط جریانی از آب به داخل جعبه شسته می‌شد که سنگ معدن خرد شده را نیز پس از اینکه به اندازه کافی ریز شد تا از شبکه عبور کند، شستشو می‌داد. این یک پیشرفت بزرگ نسبت به مهر زنی خشک بود زیرا یک فرایند مداوم بود که تولید گرد و غبار بسیار ریز ناخواسته را نیز متوقف می‌کرد.
شاخص مشخصه یک کارخانه مهرسازی سابق، سنگ ملات است. اینها بلوک‌های گرانیتی به طول تا یک متر با سطوح صاف هستند که دارای دو، سه یا (به ندرت) چهار حفره دایره‌ای یا بیضوی هستند که معمولاً حدود ۱۷ قطر سانتی‌متر و تا حدود ۱۰ سانتی‌متر عمق. بسیاری از این سنگ‌های هاون در بیش از یک سطح خود دارای حفره هستند که نشان می‌دهد پس از عمیق شدن بیش از حد حفره‌ها برای مهر زدن مؤثر، آنها را تراشیده و دوباره استفاده می‌کردند.

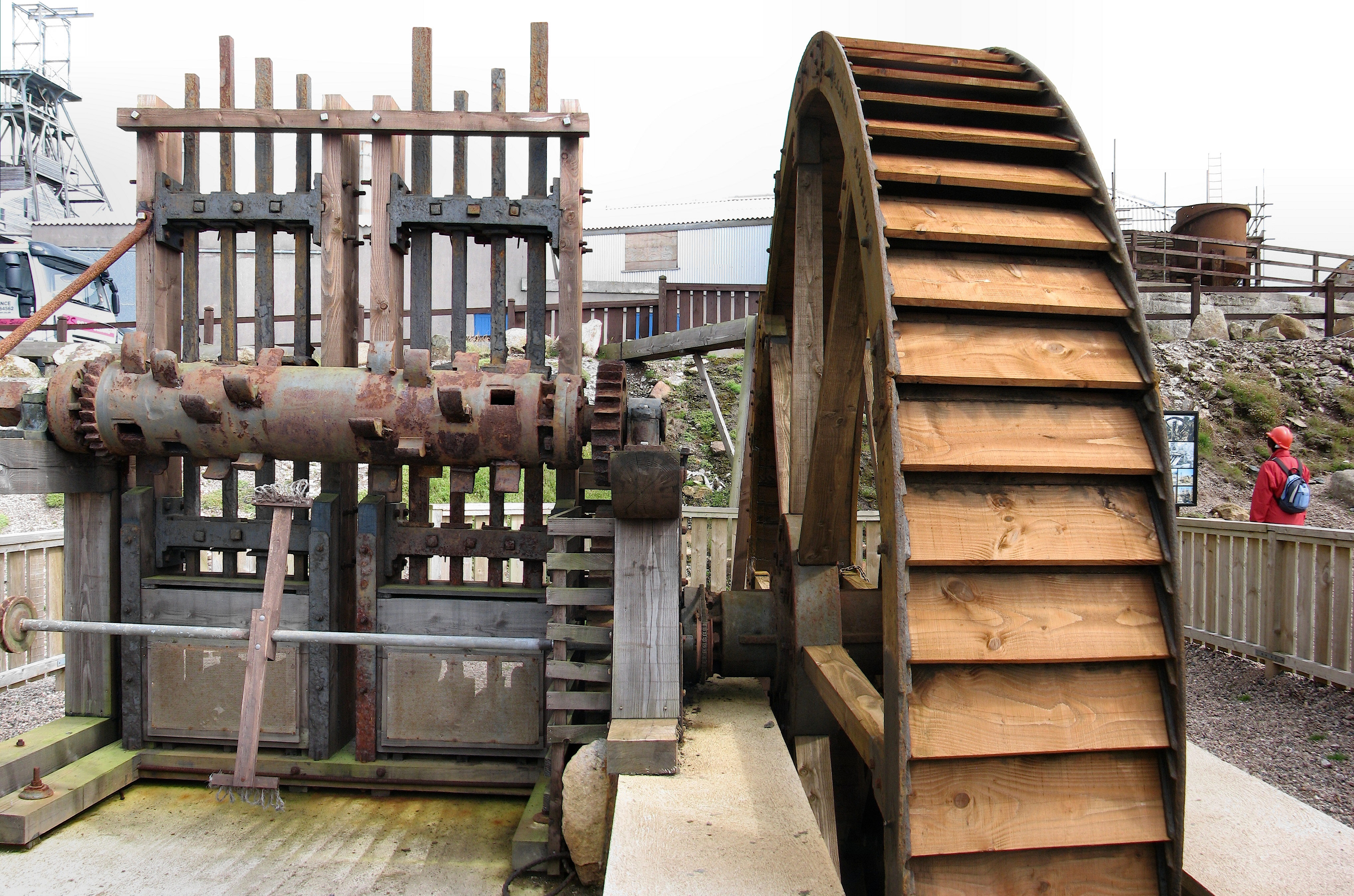
مجموعه‌ای از هشت تمبر کورنیش، مشابه تمبرهایی که در قرن نوزدهم در مور استفاده می‌شدند

پیشرفت‌های این فناوری در قرن‌های ۱۸ و ۱۹ شامل افزایش تعداد سرهای مهر و جایگزینی سنگ ملات گرانیتی با یک لایه ضخیم از کوارتز خرد شده بود که در یک جعبه بنایی یا آهنی قرار داشت. تا دهه ۱۹۰۰ میلادی، انواع مختلفی از مهرها مورد استفاده قرار می‌گرفتند: کورنیش، کالیفرنیایی، هولمن پنوماتیک و غیره.

### غلظت
اگرچه دانه‌ها یا سنگریزه‌های منفرد قلع آبرفتی که از طریق جریان آب جمع‌آوری می‌شدند، اغلب از خلوص بالایی برخوردار بودند، اما معمولاً قبل از ذوب سنگ معدن، حذف مواد «باند» ناخواسته ضروری بود. نیاز به این فرایند، که به عنوان فرآوری سنگ معدن شناخته می‌شد، با بهره‌برداری از منابع فقیرتر قلع رگه‌ای افزایش یافت. اصل تغلیظ، نسخهٔ اصلاح‌شدهٔ روشی بود که توسط قلع‌کاران اولیه استفاده می‌شد: این اصل به اختلاف زیاد در وزن مخصوص بین سنگ معدن قلع مورد نظر و باطله بستگی داشت. روش‌های مکانیکی مختلفی از جمله بادله‌های مستطیلی و دایره‌ای، میزهای ویلفلی و میزهای لجن چرخان، کیوب‌ها، ترومل‌ها و حتی جداسازی مغناطیسی مورد استفاده قرار گرفت.
یک روش جداسازی اولیه، جوانه مستطیلی بود که به سادگی یک صفحه کمی شیب دار بود که مواد خرد شده روی آن با جریان ملایم آب شسته می‌شدند. سنگ معدن سنگین‌تر در نزدیکی بالای شیب رسوب می‌کرد، در حالی که مواد سبک‌تر در پایین رسوب می‌کردند یا به‌طور کلی از روی جوانه شسته می‌شدند. از آنجایی که کیفیت از بالا به پایین درجه‌بندی می‌شد، مهارت معدنچی در تصمیم‌گیری در مورد محل ایجاد خط فاصل بین مواد مورد نیاز و ضایعات بود. این تقسیم‌بندی اغلب به سه بخش انجام می‌شد: «سرها»، که نشان‌دهنده بهترین کیفیت سنگ معدن بودند؛ «میانه‌ها»، که اغلب دوباره فرآوری می‌شدند؛ و «باقیمانده‌ها»، که دور ریخته می‌شدند.

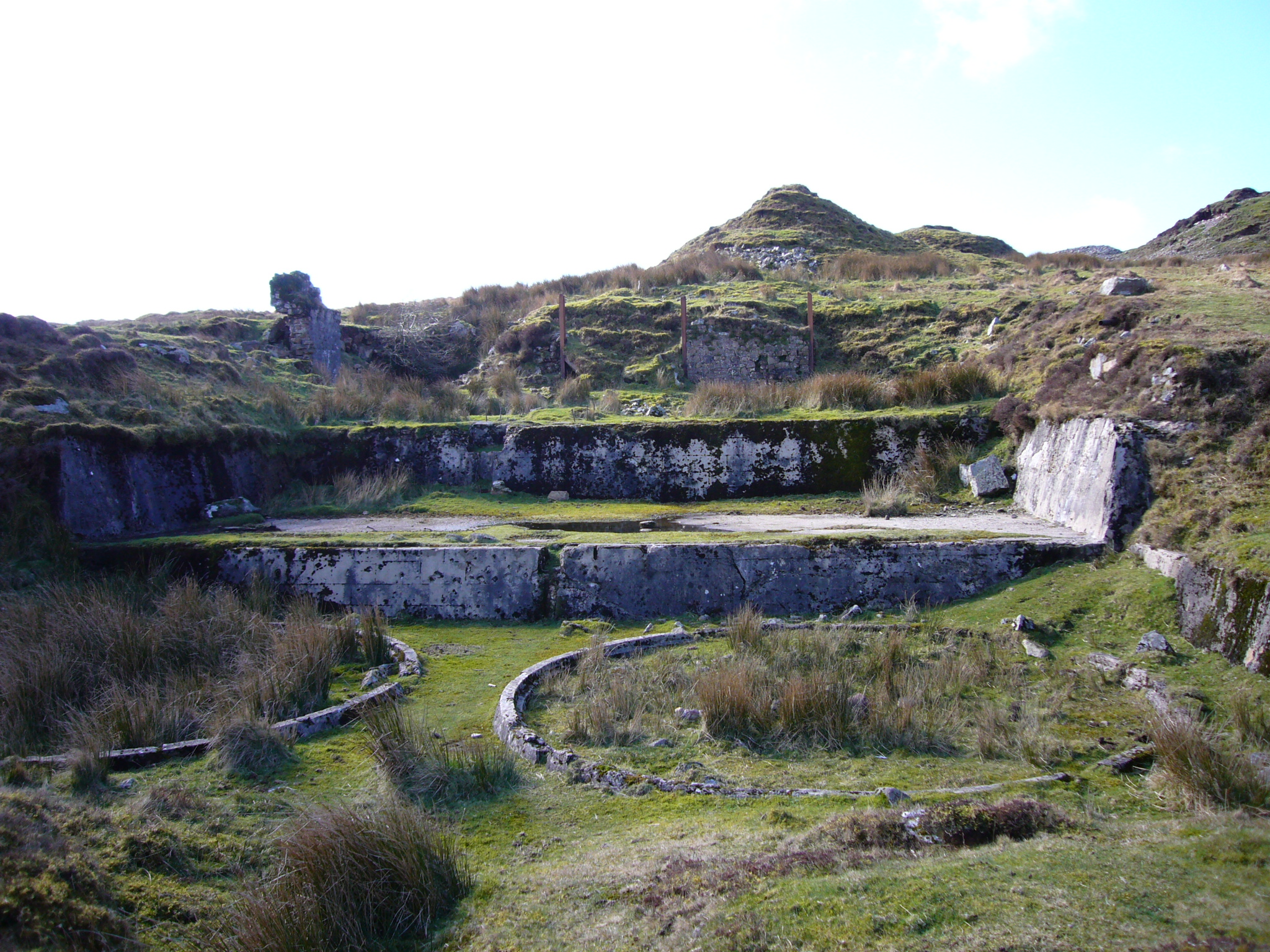
کف رختکن در هوتن ویلز، بقایای دو بادله دایره‌ای شکل مربوط به اوایل قرن بیستم را نشان می‌دهد.

از حدود سال ۱۸۴۸، شکل دایره‌ای شکل بادله معرفی شد. سنگ معدن خرد شده، معلق در آب، روی یک مخروط مرکزی ریخته می‌شد و به سمت بیرون روی یک سطح مخروطی کمی شیب‌دار پخش می‌شد. «سرها» نزدیک مرکز و «باطله‌ها» در لبه بیرونی قرار می‌گرفتند. نوآوری اصلی بادِل دایره‌ای، مجموعه‌ای از بازوهای جاروب‌کننده بود که توسط یک چرخ آبی به حرکت درمی‌آمدند و بالای بادِل می‌چرخیدند و برس‌ها یا تکه‌های پارچه‌ای را حمل می‌کردند که روی سطح رسوبات ته‌نشین شده کشیده می‌شدند. با برهم زدن مداوم سطح رسوب، این مواد از تشکیل جویبارها جلوگیری کرده و امکان جداسازی بهتر را فراهم می‌کردند. این دستگاه تا زمانی که رسوب به ۶ تا ۱۲ برسد، کار خواهد کرد. اینچ (۱۵ و ۳۰ اینچ) سانتی‌متر) عمیق. سپس رسوبات در سه بخش استخراج می‌شدند، و «بخش‌های میانی» اغلب در یک دسته دیگر با مشخصات کمی متفاوت، دوباره فرآوری می‌شدند.

### ذوب

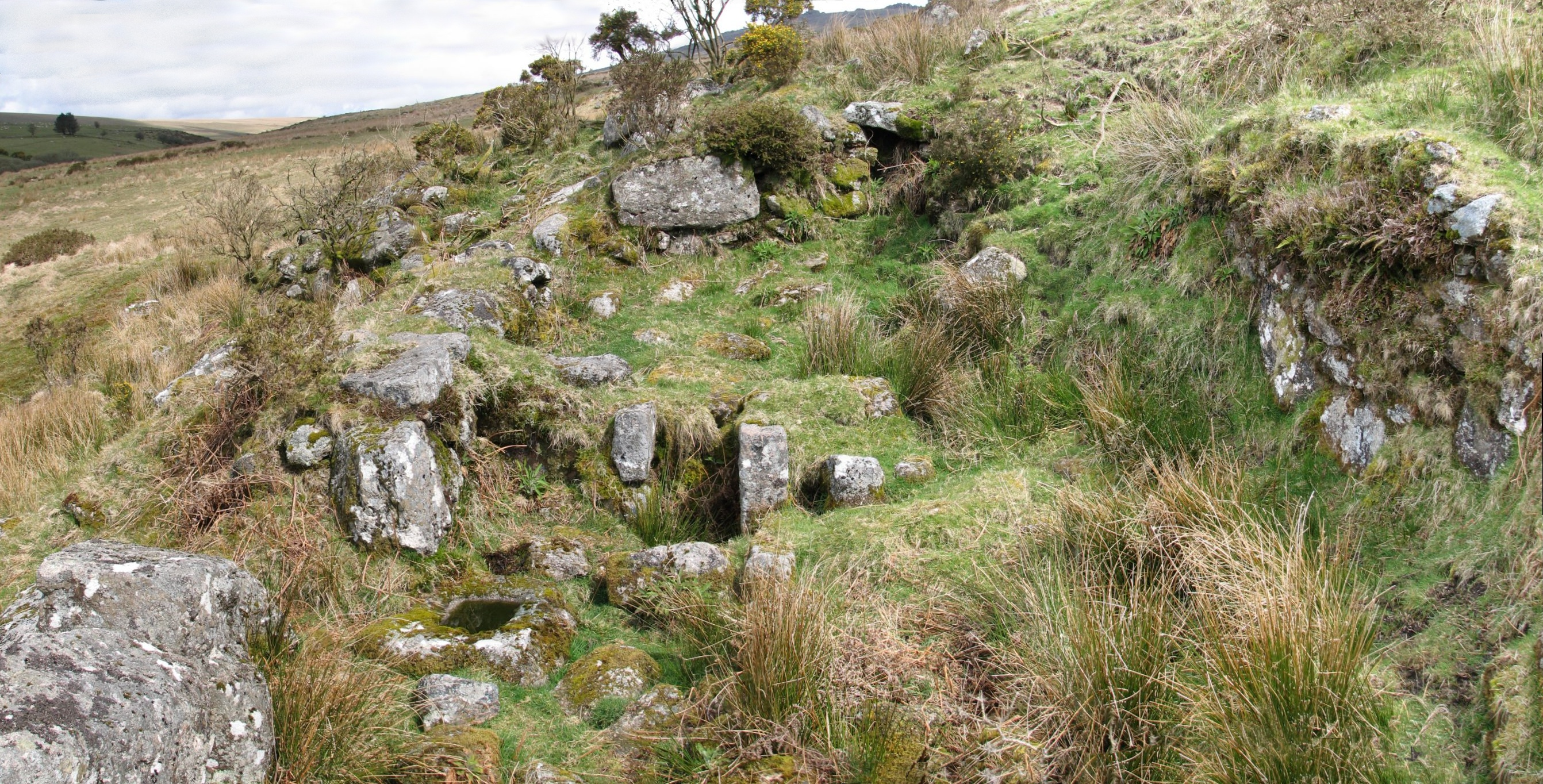
بقایای یک خانهٔ دمیدن در دارتمور، که کوره و سنگ قالب را نشان می‌دهد

قدیمی‌ترین روش برای استخراج فلز از سنگ معدن قلع، مستلزم دو ذوب بود: اولین روش در نزدیکی یا در نزدیکی نهرها انجام می‌شد و چیزی بیش از آتشی که برای برشته کردن سنگ معدن استفاده می‌شد، نبود؛ دومین ذوب در یکی از شهرهای استانری انجام می‌شد. اطلاعات کمی در مورد جزئیات این شیوه‌ها وجود دارد، اما وجود آنها توسط اسناد اولیه‌ای که به مالیات‌بندی بر ذوب اول و دوم اشاره دارند، تأیید می‌شود. معرفی فرایند کارآمد دمیدن در خانه در حدود سال ۱۳۰۰ میلادی، امکان استفاده از تنها یک مرحله ذوب را فراهم کرد. بعدها هنوز از کوره‌های بازتابی استفاده می‌شد. هر دو نوع در نیمه اول قرن نوزدهم در معدن ایلسبارو - آخرین مکانی در دارتمور که ذوب در آن انجام می‌شد - مورد استفاده قرار می‌گرفتند.

## پیامدها
اثرات جریان‌های اولیه قلع در مقیاس بزرگ، در ساحل احساس می‌شد، زیرا چندین بندر به دلیل مقدار مواد ریزدانه که توسط رودخانه‌ها شسته می‌شدند، گل و لای گرفتند. به همین دلیل، در سال ۱۵۳۲، حکمی از دادگاه استانری صادر شد که مقرر می‌داشت تمام زباله‌ها باید در «دریچه‌های قدیمی، تپه‌های شنی، مکان‌های باتلاقی یا سایر مکان‌های مناسب» و دور از نهرهای اصلی دفن شوند.
تأثیر معدن‌کاری بر چشم‌انداز دارتمور هنوز کاملاً مشهود است. کسانی که در دشت قدم می‌زنند اغلب به خانه‌های ویران‌شده و سنگ‌های ملات‌مانند برمی‌خورند که ردیف‌هایی از فرورفتگی‌های نیم‌دایره‌ای دارند که در آن‌ها سنگ معدن خرد شده است. بسیاری از چاه‌های معدن که بعدها حفر شدند، اکنون پر شده‌اند، اما تعداد کمی از آنها هنوز باقی مانده‌اند و برای جلوگیری از افتادن عابران پیاده یا حیوانات، حصارکشی شده‌اند.

## نماد سه خرگوش
سه خرگوش یک نقش دایره‌ای است که در مکان‌های مقدس از خاورمیانه و خاور دور گرفته تا کلیساهای جنوب غربی انگلستان (جایی که اغلب به عنوان «خرگوش‌های حلبی‌ساز» شناخته می‌شود) دیده می‌شود. این اتفاق با بیشترین فراوانی در کلیساهای غرب انگلستان رخ می‌دهد. این نقش در منبت‌کاری‌های چوبی معماری، منبت‌کاری‌های سنگی، تزئینات پنجره و شیشه‌های رنگی دیده می‌شود. در جنوب غربی انگلستان نزدیک به سی نمونه ثبت شده از سه خرگوش وجود دارد که بر روی «برجسته‌های سقف» (دستگیره‌های چوبی حکاکی شده) در سقف کلیساهای قرون وسطایی در دوون (به ویژه دارتمور) ظاهر شده‌اند. یک نمونه خوب از یک بام‌چین سه خرگوش در وایدکامب-این-ده-مور، دارتمور، و نمونه دیگری در شهر تاویستوک در حاشیه خلنگزار وجود دارد.